# Albert D'Souza
Albert D'Souza (Moodubelle, 4 de agosto de 1945) é um clérigo indiano e arcebispo católico romano emérito de Agra.
Albert D'Souza foi ordenado sacerdote em 8 de dezembro de 1974.
O Papa João Paulo II o nomeou Bispo de Lucknow em 21 de novembro de 1992. O pró-núncio apostólico na Índia e no Nepal, Dom Georg Zur, o consagrou bispo em 7 de fevereiro do ano seguinte; Os co-consagradores foram Cecil DeSa, Arcebispo de Agra, e Alphonsus Flavian D'Souza SJ, Bispo de Raiganj.
Papa Bento XVI nomeou-o Arcebispo de Agra em 16 de fevereiro de 2007.
Em 12 de novembro de 2020, o Papa Francisco aceitou sua aposentadoria por motivos de idade.